# William Stuart (hockey sur glace)
Pour les articles homonymes, voir William Stuart et Stuart.
Temple de la renommée : 1945
William Hodgson Stuart dit Hod Stuart (né le 20 février 1879 à Ottawa en Ontario au Canada et mort le 23 juin 1907 dans la Baie de Quinte) est un joueur canadien de hockey sur glace. Jouant au poste de cover-point au début du XXe siècle, il évolue pour différentes équipes du Canada et des États-Unis. Il porte ainsi tour à tour les couleurs de l'Ottawa Hockey Club puis du Club de hockey Québec entre 1899 et 1902. Après quatre saisons au Canada, il rejoint les ligues professionnelles des États-Unis pour cinq saisons.
Il participe à la conquête de la première Coupe Stanley des Wanderers de Montréal en 1907 et meurt noyé trois mois après la victoire de son équipe. En janvier 1908, le premier Match des étoiles est organisé en son honneur ; la rencontre oppose les Wanderers à une sélection des meilleurs joueurs de l'Eastern Canada Amateur Hockey Association et environ 2 000 dollars sont versés à la femme et aux deux enfants de Stuart. En 1945, il fait partie de la première promotion de joueurs admis au temple de la renommée du hockey.

## Biographie

### Son enfance
William Hodgson Stuart naît à Ottawa en Ontario le 20 février 1879 ; il est le premier enfant de Rachel Hodgson et de William Stuart. Par la suite, la famille accueille deux garçons, Alex et Bruce, ainsi que deux filles, Jessie et Lottio. Très tôt dans son enfance, l'aîné de la famille est au contact du sport : son père est un joueur de curling qui joue avec l'Ottawa Curling Club en tant que skip. Lui et son frère Bruce jouent également très jeunes au hockey sur glace, souvent dans la même équipe. Hod Stuart joue aussi au rugby et au football canadien, disputant quelques matchs pour l'équipe des Rough Riders d'Ottawa. En dehors des différents sports, il devient maçon et travaille plus tard avec son père dans la construction de bâtiments.

### Ses débuts amateurs à Ottawa puis Québec

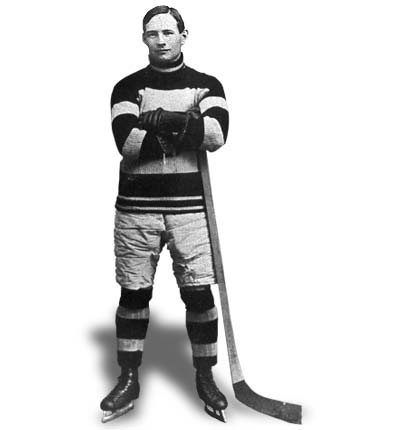
Hod Stuart avec lOttawa Hockey Club

Stuart rejoint pour la première fois une équipe senior de hockey en jouant pour les Thistles de Rat Portage au cours de l'hiver 1895-1896. Avec Bruce, il intègre l'Ottawa Hockey Club de la Canadian Amateur Hockey League (également désignée par le sigle CAHL) lors de la saison 1899 au cours de laquelle il participe à trois des huit rencontres que joue son équipe. Lors de la saison 1900, Hod Stuart devient le capitaine de l'équipe.
Grâce aux contacts de son père, Hod Stuart se voit offrir un travail à Québec ; lui et son frère quittent leur ville natale en 1900 et ils rejoignent le Club de hockey Québec, autre équipe de la CAHL, pour la saison 1901. C'est à Québec que Hod Stuart rencontre sa future femme, Margaret Loughin ; après s'être mariés en l’église Saint-Patrick le 24 mai 1901, ils ont ensemble deux enfants. Stuart passe deux saisons avec l'équipe de Québec, la deuxième en tant que capitaine de l'équipe, tandis que son frère retourne jouer pour Ottawa. Au cours des deux saisons avec le maillot de Québec, Stuart ne manque qu'une rencontre et inscrit sept buts.

### Sa carrière professionnelle dans la WPHL puis la LIH

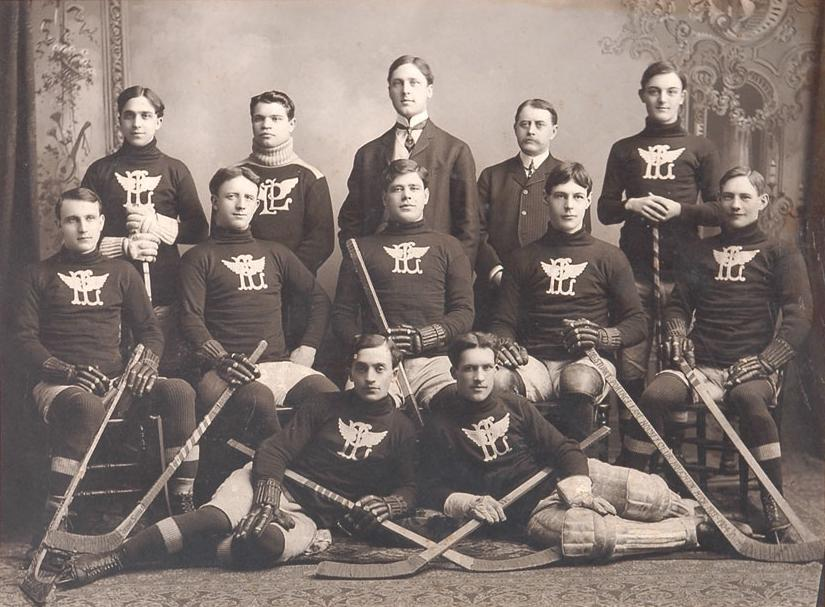
Le Portage Lakes Hockey Club en photographie en 1904. Stuart est assis, deuxième sur la droite après son frère.

En 1902, les Bankers de Pittsburgh de la Western Pennsylvania Hockey League font signer un contrat à Hod Stuart alors que son frère rejoint les Victorias de Pittsburgh. Lorsque les deux équipes se rencontrent la première fois, une dispute éclate, les Victorias affirmant qu'Hod Stuart leur appartient. Les Bankers lui versent un salaire compris entre 15 et 20 dollars par semaine, auquel s'ajoute ce qu'il gagne tous les jours grâce au travail que lui a trouvé son équipe. Stuart inscrit sept buts et réalise huit passes décisives au cours de la saison 1902-1903 ; il est nommé meilleur cover-point de la saison.
Après une seule saison avec Pittsburgh, Hod Stuart quitte la Pennsylvanie pour rejoindre le Portage Lakes Hockey Club, une équipe du nord du Michigan. Il y est rejoint par son frère pour la saison 1903-1904 ; Hod Stuart joue quatorze matchs de démonstration et totalise treize buts. La saison suivante, la ligue internationale de hockey est créée et il rejoint les Calumet-Larium Miners alors que Bruce reste avec Portage Lakes ; Hod Stuart occupe les postes de joueur, entraîneur et directeur de l'équipe et perçoit alors un salaire de 1 800 dollars. Au cours de cette saison 1904-1905, il inscrit dix-huit buts pour aider les siens à remporter le titre de champion ; il est nommé dans l'équipe d'étoiles et est également meilleur cover-point de la LIH.
Le 11 décembre 1905, avant le début de la saison 1905-1906, Hod Stuart est interdit de compétition à la suite d'une plainte des équipes de l'ouest arguant qu'il a remporté trop de championnats et qu'il est trop rugueux pour jouer dans la LIH. Sa suspension est levée à la fin du mois et il rejoint les Professionals de Pittsburgh ; le président de l'équipe, McSwigan, est persuadé que cet apport lui permettra de gagner le titre mais l'équipe termine finalement à la troisième place du classement. À la suite du dernier match que joue Pittsburgh, Stuart joue une rencontre avec Calumet. Il est une nouvelle fois nommé meilleur cover-point de la LIH alors qu'il inscrit onze buts en vingt matchs. Il est un des meilleurs joueurs à son poste et même des équipes en dehors du championnat s’intéressent à lui.
Il commence la saison suivante avec Pittsburgh et en devient le capitaine. Courant décembre, des rumeurs circulent sur son possible départ pour rejoindre les Wanderers de Montréal de l'Eastern Canada Amateur Hockey Association. Mi-décembre, il envoie un courrier au Montreal Star affirmant que la LIH est mal gérée et que les arbitres ne sont pas compétents ; dans ce même courrier, il déclare son envie de vouloir rejoindre les Wanderers si la situation ne s'améliore pas. Finalement, le 26 décembre 1906, il refuse de disputer un match contre les Soo du Michigan en affirmant qu'il ne souhaite pas jouer sous la direction de Meinke. Le capitaine de Pittsburgh tente de convaincre ses coéquipiers de ne pas jouer le match mais il est finalement le seul à rester à l'hôtel.

### Avec les Wanderers de Montréal

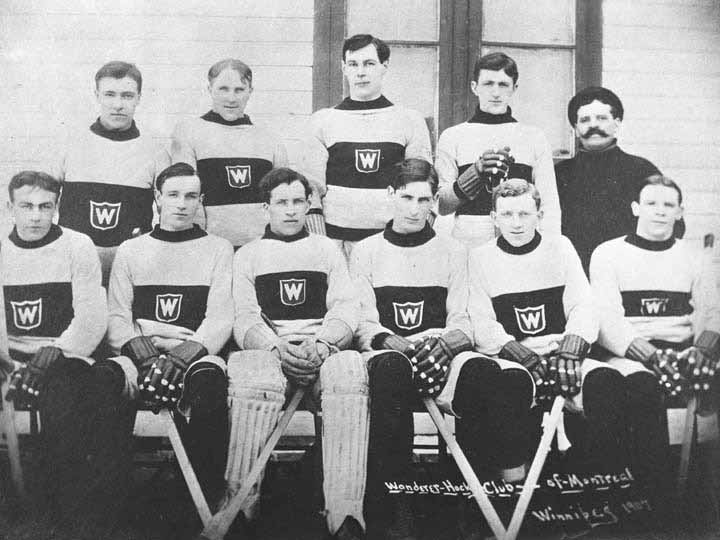
Les Wanderers de Montréal avant leur challenge pour la Coupe Stanley en 1907 contre les Thistles de Kenora. Stuart est debout, au dernier rang,troisième à partir de la gauche.

À la suite de cette décision de Stuart, la direction de Pittsburgh décide de rompre son contrat et il rejoint l'équipe de Montréal ; son premier match avec les Wanderers est suivi par 6 000 spectateurs lors d'une victoire 6-5 contre les Victorias de Montréal. Le 12 janvier 1907, les Wanderers battent les Sénateurs d'Ottawa sur la marque de 4-2 mais le match est marqué par de nombreux actes de violence : Charles Spittal d'Ottawa est décrit en train d'essayer de couper le crâne de Cecil Blachford en deux, Harry Smith écrase sa crosse sur le nez d'Ernie Johnson. Dans le même match, Alf Smith et Stuart échangent des coups : Smith met un coup de crosse dans la tempe de Stuart alors que ce dernier réplique par un coup de poing au visage ; le joueur des Wanderers quitte le match et ne revient pas dans la rencontre.
Quelques jours plus tard, lors d'une réunion des instances de la ligue, les Victorias proposent la suspension de Spittal et d'Alf Smith pour le reste de la saison mais les autres dirigeants ne les suivent pas et Fred McRobie, président de l'association, décide de démissionner. Peu de temps après, les Wanderers défendent leur titre de détenteurs de la Coupe Stanley contre l'ancienne équipe de Stuart, les Thistles de Kenora. L'équipe de Kenora, qui compte dans ses rangs des joueurs comme Joe Hall, Tom Phillips ou encore Art Ross, l'emporte 4-2 et 8-6 pour remporter le trophée. Malgré le jeu de plus en plus rude dans l'ECAHA, Stuart aide son équipe à finir la saison invaincue. Les joueurs des Wanderers ont ainsi l'opportunité d'avoir une série revanche contre Kenora, qui se fait prêter Alf Smith. Les deux rencontres ont lieu fin mars et Montréal prend sa revanche.

### Sa mort et le Match des étoiles

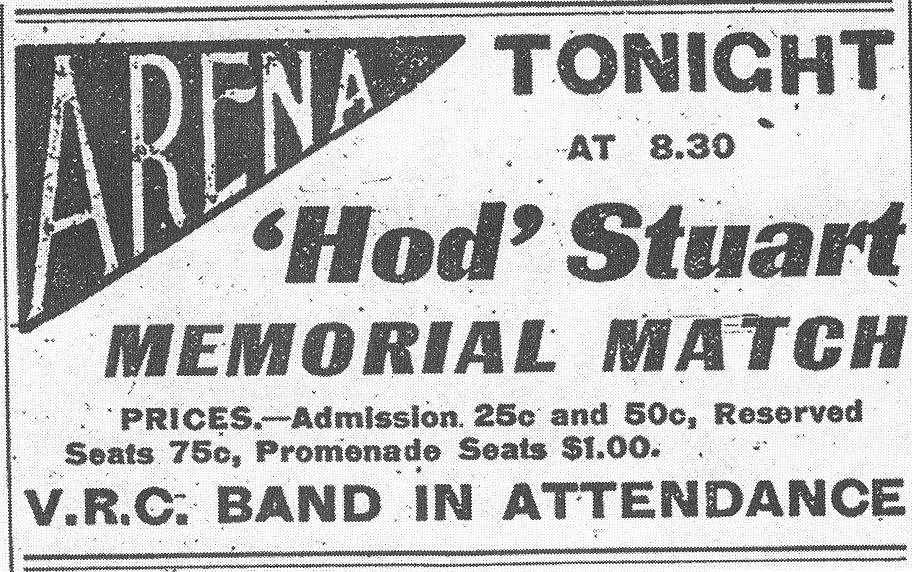
Un encart dans un journal pour annoncer le déroulement du Match des étoiles en la mémoire d'Hod Stuart

Lassé par la violence de plus en plus présente dans le monde du hockey, Stuart décide d'arrêter de jouer au hockey après ce succès et part travailler avec son père pour diriger un chantier à Belleville en Ontario. Il décide de rester à Belleville et demande même à sa femme de l'y rejoindre ; ne sachant pas s'il jouera encore au hockey l'hiver suivant, il déclare en interview avoir reçu des offres de différentes équipes de l'ouest du Canada. L'après-midi du 23 juin 1907, Stuart et plusieurs de ses amis décident d'aller se rafraîchir tous ensemble dans la Baie de Quinte ; après avoir nagé un petit peu, il ressort de l'eau puis, plongeant la tête la première sur des cailloux, il se casse le cou et meurt aussitôt.
Afin de lever des fonds pour la famille qu'Hod Stuart laisse démunie, l'ECAHA décide d'organiser un match de bienfaisance regroupant les vedettes de la ligue ; il s'agit du premier match de la sorte organisé dans un sport. Environ 3 800 spectateurs assistent au Hod Stuart Memorial Game qui se joue le 2 janvier 1908. Décrite par le Montreal Herald comme unique dans l'histoire du hockey à Montréal voire au Canada tout entier, la rencontre oppose l'ancienne équipe de Stuart, les Wanderers, à une sélection des meilleurs joueurs de l'ECAHA. L'Aréna de Westmount, la salle habituelle des Wanderers, accueille la rencontre gracieusement et tous les gains de la soirée, soit plus 2 100 dollars, sont intégralement reversés à la famille de Stuart. Pour déterminer les joueurs de l'équipe des vedettes, l'ECAHA organise un concours de popularité et deux places sont offertes aux supporteurs trouvant la bonne équipe. Les Wanderers étant habitués à jouer ensemble battent l'équipe d'étoiles sur le score de 10-7 après avoir mené 7-1 en première période.
| Wanderers               | Position       | Joueurs Étoiles           |
| ----------------------- | -------------- | ------------------------- |
| Riley Hern              | Gardien de but | Percy LeSueur (Ottawa)    |
| Art Ross                | Point          | Rod Kennedy (Victorias)   |
| Walter Smaill           | Cover-point    | Frank Patrick (Victorias) |
| Frank Glass             | Rover          | Joe Power (Québec)        |
| Ernie Russell           | Centre         | Grover Sargent (Montréal) |
| Cecil Blachford         | Ailier droit   | Eddie Hogan (Québec)      |
| Ernie « Moose » Johnson | Ailier gauche  | Jack Marshall (Shamrocks) |

| 2 janvier 1908 | Montréal | 10-7 (7-1, 3-6) | Joueurs Étoiles | Aréna de Westmount 3 800 spectateurs |

| Feuille de match | Feuille de match                                                        | Feuille de match                                                     | Feuille de match                                     | Feuille de match                    |
| ---------------- | ----------------------------------------------------------------------- | -------------------------------------------------------------------- | ---------------------------------------------------- | ----------------------------------- |
|                  | - Johnson Russell Glass Russell Blachford Russell - Blachford - Russell | 0-1 1-1 2-1 3-1 4-1 5-1 6-1 7-1 7-2 7-3 7-4 7-5 7-6 8-6 9-6 9-7 10-7 | Patrick - Kennedy Patrick Power Marshall - Sargent - | Arbitrage : Bob Meldrom T. Melville |
| Hern             | Gardiens                                                                | LeSueur                                                              |                                                      | Arbitrage : Bob Meldrom T. Melville |
| 3 min            | Pénalités                                                               | 3 min                                                                |                                                      | Arbitrage : Bob Meldrom T. Melville |
|                  |                                                                         |                                                                      |                                                      | Arbitrage : Bob Meldrom T. Melville |

En 1945, le Temple de la renommée du hockey ouvre ses portes et Hod Stuart fait partie de la première « promotion » avec Hobart « Hobey » Baker, Charlie « Chuck » Gardiner, Eddie Gerard, Francis « Frank » McGee, Howie Morenz, Tom Phillips, Harvey Pulford, et Georges Vézina. Il y est rejoint par son frère Bruce, intronisé à son tour en 1961.

## Statistiques
| Saison    | Équipe                      | Ligue  |    | Saison régulière | Saison régulière | Saison régulière | Saison régulière | Saison régulière |   | Séries éliminatoires | Séries éliminatoires | Séries éliminatoires | Séries éliminatoires | Séries éliminatoires |
| Saison    | Équipe                      | Ligue  | PJ | B                | A                | Pts              | Pun              | PJ               | B | A                    | Pts                  | Pun                  |                      |                      |
| 1899      | Ottawa Hockey Club          | LCHA   | 3  | 1                | 0                | 1                |                  |                  |   |                      |                      |                      |                      |                      |
| 1900      | Ottawa Hockey Club          | LCHA   | 7  | 5                | 0                | 5                |                  |                  |   |                      |                      |                      |                      |                      |
| 1901      | Quebec Hockey Club          | LCHA   | 7  | 2                | 0                | 2                |                  |                  |   |                      |                      |                      |                      |                      |
| 1902      | Quebec Hockey Club          | LCHA   | 8  | 5                | 0                | 5                |                  |                  |   |                      |                      |                      |                      |                      |
| 1902-1903 | Pittsburgh Bankers          | WPHL   | 13 | 7                | 8                | 15               | 29               | 4                | 1 | 2                    | 3                    | 2                    |                      |                      |
| 1903-1904 | Portage Lakes Hockey Club   | Exhib. | 14 | 13               | 0                | 13               | 23               | 9                | 4 | 0                    | 4                    | 12                   |                      |                      |
| 1904-1905 | Wanderers de Calumet        | LIH    | 22 | 18               | 0                | 18               | 19               |                  |   |                      |                      |                      |                      |                      |
| 1905-1906 | Professionals de Pittsburgh | LIH    | 20 | 11               | 0                | 11               | 50               |                  |   |                      |                      |                      |                      |                      |
| 1905-1906 | Wanderers de Calumet        | LIH    | 1  | 0                | 0                | 0                | 0                |                  |   |                      |                      |                      |                      |                      |
| 1906-1907 | Professionals de Pittsburgh | LIH    | 4  | 1                | 3                | 4                | 19               |                  |   |                      |                      |                      |                      |                      |
| 1907      | Wanderers de Montréal       | ECAHA  | 8  | 3                | 0                | 3                | 21               | 4                | 0 | 0                    | 0                    | 8                    |                      |                      |